# Saint-Bonnet-le-Froid
Pour les articles homonymes, voir Saint-Bonnet.
Saint-Bonnet-le-Froid est une commune française située dans le département de la Haute-Loire en région Auvergne-Rhône-Alpes.

## Géographie

### Localisation
La commune de Saint-Bonnet-le-Froid se trouve en limite est du département de la Haute-Loire, jouxtant le département de l'Ardèche à l'est et au sud.
Elle se situe à 58 km par la route à l'est-nord-est de la préfecture, Le Puy-en-Velay, à 31 km à l'est de la sous-préfecture, Yssingeaux, et à 15 km à l'est-nord-est de Tence, bureau centralisateur du canton des Boutières dont dépend la commune depuis 2015 pour les élections départementales.
Le parc naturel régional du Pilat se trouve à 11 km au nord et le parc naturel régional des Monts d'Ardèche à 11 km au sud.

### Communes proches
Les communes les plus proches sont : Saint-André-en-Vivarais (3,0 km), Saint-Pierre-sur-Doux (3,3 km), Saint-Julien-Molhesabate (4,9 km), Le Mas-de-Tence (6,4 km), Saint-Julien-Vocance (6,4 km), Montregard (7,2 km), Rochepaule (7,5 km), Lalouvesc (8,2 km).
| Montregard                        | Saint-Julien-Molhesabate |                                 |
|                                   | Saint-Bonnet-le-Froid    | Saint-Julien-Vocance (Ardèche)  |
| Saint-André-en-Vivarais (Ardèche) | Rochepaule (Ardèche)     | Saint-Pierre-sur-Doux (Ardèche) |

### Relief et hydrographie
Le bourg se situe à un peu plus de 1 100 m d'altitude.
À 1 km au nord-est du bourg, à la limite avec Saint-Julien-Vocance, se trouve le col du Sapet.
Le suc de Fanget (1 090 m d'altitude) est à environ 800 m au sud-est du bourg.
La rivière le Doux y prend sa source. C'est donc l'une des rares communes de la Haute-Loire et de l'ancienne région Auvergne à être tournée vers le versant du Rhône et du bassin méditerranéen.

### Voies de communication
La commune est traversée d'est en ouest par la route D105 (prolongée par la D121 en Ardèche), qui relie Montfaucon-en-Velay (12 km au nord-ouest) à Annonay (26 km au nord-est). Cette route passe par le col des Baraques (1 072 m) à cheval entre Saint-Julien-Vocance côté nord et Saint-Pierre-sur-Doux côté sud, à 1 km à l'est du bourg de Saint-Bonnet.
La D9 descend vers le sud en direction de Saint-Agrève (29 km) par Saint-André-en-Vivarais.
La D44 remonte vers le nord-ouest à Dunières (17 km) par Malafray (hameau de Saint-Julien-Molhesabate).
D'autres routes d'importance locale se trouvent sur son territoire,.
Elle est aussi traversée du nord-est au sud-ouest par le GR 7 (1 471 km du ballon d'Alsace (massif des Vosges) à Andorre-la-Vieille).

### Climat
Pour des articles plus généraux, voir Climat d'Auvergne-Rhône-Alpes et Climat de la Haute-Loire.
En 2010, le climat de la commune est de type climat de montagne, selon une étude du Centre national de la recherche scientifique s'appuyant sur une série de données couvrant la période 1971-2000. En 2020, Météo-France publie une typologie des climats de la France métropolitaine dans laquelle la commune est exposée à un climat de montagne ou de marges de montagne et est dans la région climatique Sud-est du Massif Central, caractérisée par une pluviométrie annuelle de 1 000 à 1 500 mm, minimale en été, maximale en automne.
Pour la période 1971-2000, la température annuelle moyenne est de 7,8 °C, avec une amplitude thermique annuelle de 16,1 °C. Le cumul annuel moyen de précipitations est de 1 059 mm, avec 10,5 jours de précipitations en janvier et 6,9 jours en juillet. Pour la période 1991-2020, la température moyenne annuelle observée sur la station météorologique de Météo-France la plus proche, « Lalouvesc », sur la commune de Lalouvesc à 8 km à vol d'oiseau, est de 8,3 °C et le cumul annuel moyen de précipitations est de 1 064,8 mm,. Pour l'avenir, les paramètres climatiques de la commune estimés pour 2050 selon différents scénarios d'émission de gaz à effet de serre sont consultables sur un site dédié publié par Météo-France en novembre 2022.

## Urbanisme

### Typologie
Au 1er janvier 2024, Saint-Bonnet-le-Froid est catégorisée commune rurale à habitat très dispersé, selon la nouvelle grille communale de densité à sept niveaux définie par l'Insee en 2022.
Elle est située hors unité urbaine et hors attraction des villes,.

### Occupation des sols
L'occupation des sols de la commune, telle qu'elle ressort de la base de données européenne d’occupation biophysique des sols Corine Land Cover (CLC), est marquée par l'importance des forêts et milieux semi-naturels (73,6 % en 2018), en augmentation par rapport à 1990 (72,2 %). La répartition détaillée en 2018 est la suivante : forêts (73,5 %), prairies (16,5 %), zones agricoles hétérogènes (9,9 %), milieux à végétation arbustive et/ou herbacée (0,1 %). L'évolution de l’occupation des sols de la commune et de ses infrastructures peut être observée sur les différentes représentations cartographiques du territoire : la carte de Cassini (XVIIIe siècle), la carte d'état-major (1820-1866) et les cartes ou photos aériennes de l'IGN pour la période actuelle (1950 à aujourd'hui).

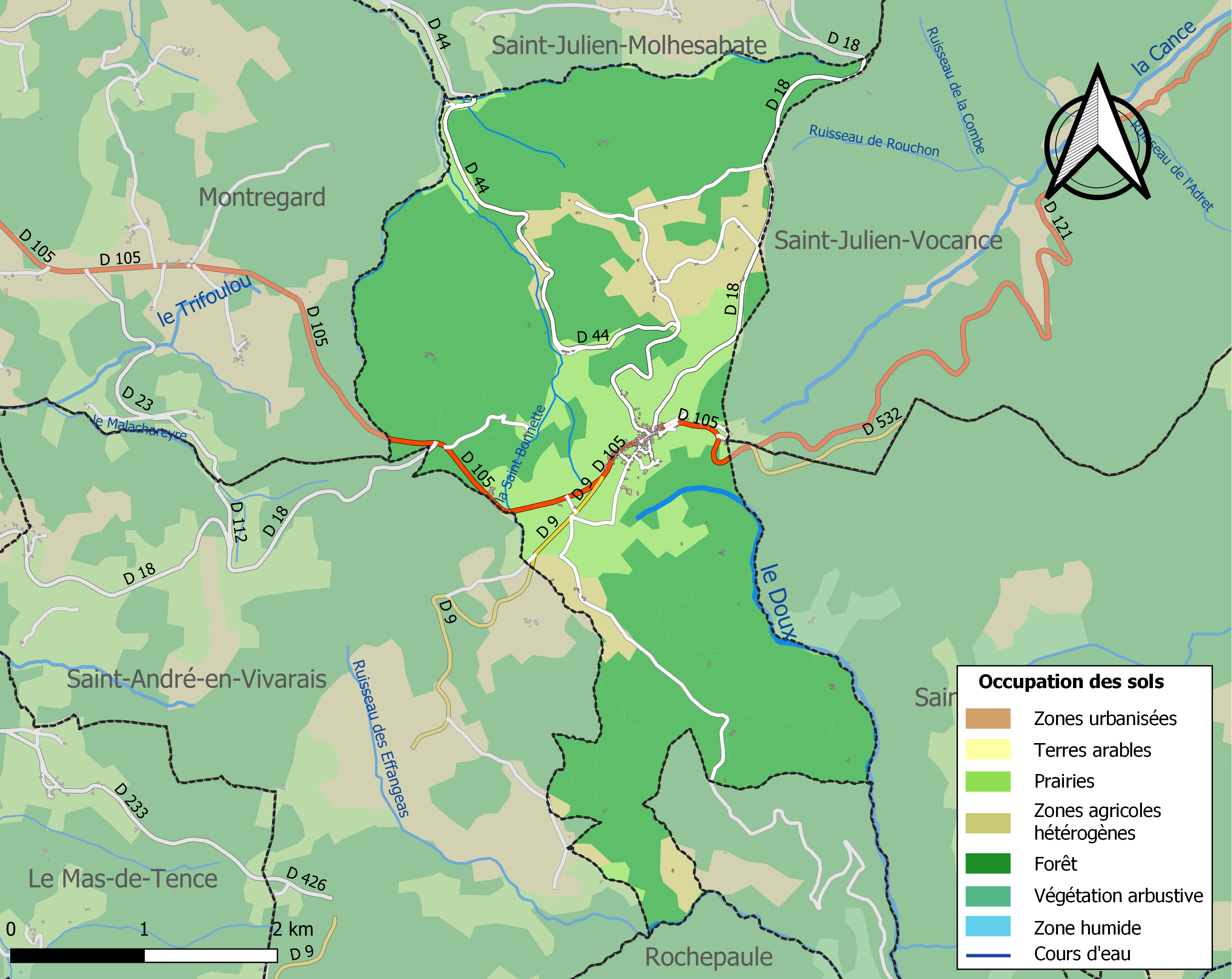
Carte des infrastructures et de l'occupation des sols de la commune en 2018 (CLC).

## Toponymie
Le nom « Saint-Bonnet » vient de ce qu'en 722, les dépouilles de l'archevêque de Clermont saint Bonnet seraient passées par le col. Une quarantaine de communes incluent son nom dans leur toponyme en Auvergne et le sud de la France (voir la page « Saint-Bonnet (homonymie) »).
Au cours de la période révolutionnaire de la Convention nationale (1792-1795), la commune porte le nom de Bonnet-Libre.

## Histoire
Saint-Bonnet-le-Froid (en latin Sancti Bonneti Frigidi), fondé au XIIe siècle, s'appelait autrefois Saint Bonnet de Beaudiner (Sanctus Bonneti de beldisnar). Il était intégré à la baronnie de Beaudiner.[réf. nécessaire]
Le bourg prend de l'importance car c'est une étape au carrefour de plusieurs axes routiers[réf. nécessaire], notamment la voie antique appelée au Moyen Âge voie Bolène, très fréquentée, qui relie la vallée du Rhône à la ville du Puy-en-Velay. Les moines de l'abbaye de Savigny fondent à Saint-Bonnet-le-Froid un hospice pour les voyageurs.
Il y aurait une première mention de Saint-Bonnet de Beaudiner en 1251 par un acte d'Adémar seigneur de Beaudiner.[réf. nécessaire]
Vers 1460, le fils de Philippe de Levis, seigneur de Villars et de Roche monte une expédition dans le Velay afin « d'aler férir sur les Anglois ». Il quitte Annonay à la tête de plusieurs chevaliers et écuyers et rejoint à Boulieu un important groupe de « gens d'armes et de trait ». Avec sa compagnie, il se dirige vers Tence qu'il sait occupé par des mercenaires anglais : il traverse alors Saint Bonnet de Beaudiner .[réf. nécessaire]
En juillet 1621, à Privas, Blacons persuade le conseil politique du Vivarais d'envoyer une troupe dans le Velay pour y surprendre quelques places catholiques. Ce corps est commandé par son cousin Concoules, secondé par les capitaines Ceintres (dit d'Amond), Châteauneuf, Sibleyras et Chalard. Il est composé de 200 mousquetaires, 100 hallebardiers et 80 « carabins ». Concoules pille La Louvesc, Saint-Bonnet-le-Froid et le château de Montréal à Saint-Agrève.[réf. nécessaire]

## Politique et administration

### Découpage territorial
La commune de Saint-Bonnet-le-Froid est membre de la communauté de communes du Pays de Montfaucon, un établissement public de coopération intercommunale (EPCI) à fiscalité propre créé le 23 décembre 1996 dont le siège est à Montfaucon-en-Velay. Ce dernier est par ailleurs membre d'autres groupements intercommunaux.
Sur le plan administratif, elle est rattachée à l'arrondissement d'Yssingeaux, au département de la Haute-Loire, en tant que circonscription administrative de l'État, et à la région Auvergne-Rhône-Alpes.
Sur le plan électoral, elle dépend du canton des Boutières pour l'élection des conseillers départementaux, depuis le redécoupage cantonal de 2014 entré en vigueur en 2015, et de la première circonscription de la Haute-Loire   pour les élections législatives, depuis le redécoupage électoral de 1986.

### Liste des maires
| Période                                  | Période  | Identité           | Étiquette | Qualité                                                                         |
| ---------------------------------------- | -------- | ------------------ | --------- | ------------------------------------------------------------------------------- |
| Les données manquantes sont à compléter. |          |                    |           |                                                                                 |
| 1971                                     | 1989     | Jean-Pierre Marcon |           | Futur maire de Dunières                                                         |
| 1989                                     | 2020     | André Marcon       |           | Hôtelier. Président des Chambres de commerce et d'industrie France (2011-2017). |
| 2020                                     | En cours | Jean-Pierre Santy  |           |                                                                                 |

## Population et société

### Démographie

#### Évolution démographique
L'évolution du nombre d'habitants est connue à travers les recensements de la population effectués dans la commune depuis 1793. Pour les communes de moins de 10 000 habitants, une enquête de recensement portant sur toute la population est réalisée tous les cinq ans, les populations de référence des années intermédiaires étant quant à elles estimées par interpolation ou extrapolation. Pour la commune, le premier recensement exhaustif entrant dans le cadre du nouveau dispositif a été réalisé en 2004.

En 2022, la commune comptait 224 habitants, en évolution de −13,85 % par rapport à 2016 (Haute-Loire : +0,36 %, France hors Mayotte : +2,11 %).
| 1793 | 1800 | 1806 | 1821 | 1831 | 1836 | 1841 | 1846 | 1851 |
| ---- | ---- | ---- | ---- | ---- | ---- | ---- | ---- | ---- |
| 653  | 465  | 641  | 604  | 618  | 598  | 601  | 763  | 706  |

| 1856 | 1861 | 1866 | 1872 | 1876 | 1881 | 1886 | 1891 | 1896 |
| ---- | ---- | ---- | ---- | ---- | ---- | ---- | ---- | ---- |
| 629  | 640  | 670  | 698  | 717  | 748  | 756  | 706  | 734  |

| 1901 | 1906 | 1911 | 1921 | 1926 | 1931 | 1936 | 1946 | 1954 |
| ---- | ---- | ---- | ---- | ---- | ---- | ---- | ---- | ---- |
| 708  | 704  | 676  | 522  | 548  | 434  | 469  | 341  | 279  |

| 1962 | 1968 | 1975 | 1982 | 1990 | 1999 | 2004 | 2006 | 2009 |
| ---- | ---- | ---- | ---- | ---- | ---- | ---- | ---- | ---- |
| 211  | 200  | 185  | 180  | 180  | 194  | 222  | 239  | 228  |

| 2014 | 2019 | 2022 | - | - | - | - | - | - |
| ---- | ---- | ---- | - | - | - | - | - | - |
| 260  | 213  | 224  | - | - | - | - | - | - |

#### Pyramide des âges
La population de la commune est relativement jeune. En 2018, le taux de personnes d'un âge inférieur à 30 ans s'élève à 30,9 %, soit en dessous de la moyenne départementale (31 %). À l'inverse, le taux de personnes d'âge supérieur à 60 ans est de 26,7 % la même année, alors qu'il est de 31,1 % au niveau départemental.
En 2018, la commune comptait 115 hommes pour 114 femmes, soit un taux de 50,22 % d'hommes, légèrement supérieur au taux départemental (49,13 %).
Les pyramides des âges de la commune et du département s'établissent comme suit.
| Hommes | Classe d’âge | Femmes |
| ------ | ------------ | ------ |
| 0,0    | 90 ou +      | 0,0    |
| 6,5    | 75-89 ans    | 8,5    |
| 18,7   | 60-74 ans    | 19,8   |
| 24,3   | 45-59 ans    | 17,0   |
| 21,5   | 30-44 ans    | 21,7   |
| 11,2   | 15-29 ans    | 12,3   |
| 17,8   | 0-14 ans     | 20,8   |

| Hommes | Classe d’âge | Femmes |
| ------ | ------------ | ------ |
| 0,9    | 90 ou +      | 2,5    |
| 8,4    | 75-89 ans    | 11,7   |
| 20,4   | 60-74 ans    | 20,5   |
| 21,3   | 45-59 ans    | 20,3   |
| 16,8   | 30-44 ans    | 16,3   |
| 15,2   | 15-29 ans    | 13,2   |
| 17     | 0-14 ans     | 15,6   |

### Habitat et logement
En 2018, le nombre total de logements dans la commune était de 188, alors qu'il était de 188 en 2013 et de 171 en 2008.
Parmi ces logements, 54,3 % sont des résidences principales, 34 % des résidences secondaires et 11,7 % des logements vacants. Ces logements sont pour 72,4 % d'entre eux des maisons individuelles et pour 23,7 % des appartements.
Le tableau ci-dessous présente la typologie des logements à Saint-Bonnet-le-Froid en 2018 en comparaison avec celle de la Haute-Loire et de la France entière. Une caractéristique marquante du parc de logements est une proportion de résidences secondaires et logements occasionnels (34 %) supérieure à celle du département (16,1 %) et à celle de la France entière (9,7 %). Concernant le statut d'occupation de ces logements, 70,5 % des habitants de la commune sont propriétaires de leur logement (56,5 % en 2013), contre 70 % pour la Haute-Loire et 57,5 pour la France entière.
| Typologie                                               | Saint-Bonnet-le-Froid | Haute-Loire | France entière |
| ------------------------------------------------------- | --------------------- | ----------- | -------------- |
| Résidences principales (en %)                           | 54,3                  | 71,5        | 82,1           |
| Résidences secondaires et logements occasionnels (en %) | 34                    | 16,1        | 9,7            |
| Logements vacants (en %)                                | 11,7                  | 12,4        | 8,2            |

### Événements
- La Foire aux Champignons  se tient en novembre, les premiers samedi et dimanche, après la Toussaint.
- Le bourg a été le lieu de départ et d'arrivée d'une étape de 25,2 km  qui constitue un des temps forts du Rallye Monte-Carlo. Entre 1972 et 2013, cette "spéciale" est l'une des plus célèbres dans le monde du rallye[30] et l'une des plus populaires. En 2007, on a estimé que plus de 100 000 spectateurs s'étaient rassemblés le long du parcours[31],[32].

### Sports

#### Rallye Monte-Carlo
Le rallye Monte-Carlo y est passé jusqu'en 2013 dans une spéciale renommée de 25 km, partant et arrivant au village. Le bourg a pu accueillir plusieurs dizaines de milliers de spectateurs. Cette spéciale avait pour caractéristiques une route rapide permettant la vitesse 120 km/h de moyenne lorsque la route est sèche, l'altitude offrait une route enneigée au siècle dernier. Le public profitait d'une bonne situation grâce à de grandes buttes non boisées faisant office de tribune naturelle. Le rallye ne passe plus dans la commune depuis 2014.[réf. nécessaire]

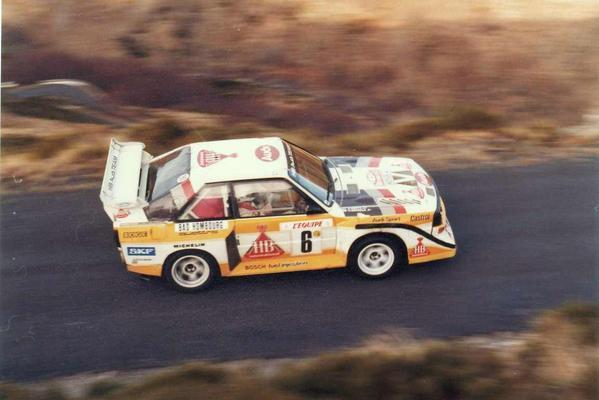
Mikkola en 1986.
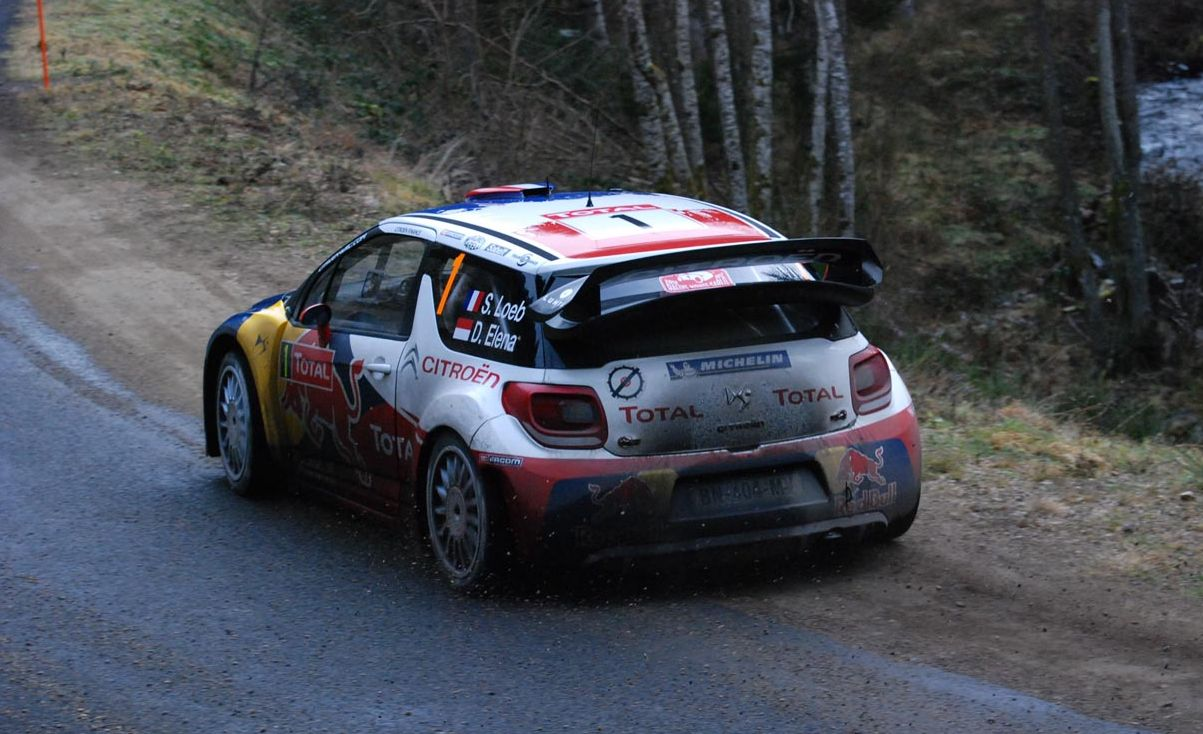
Sébastien Loeb et Daniel Elena en 2012.
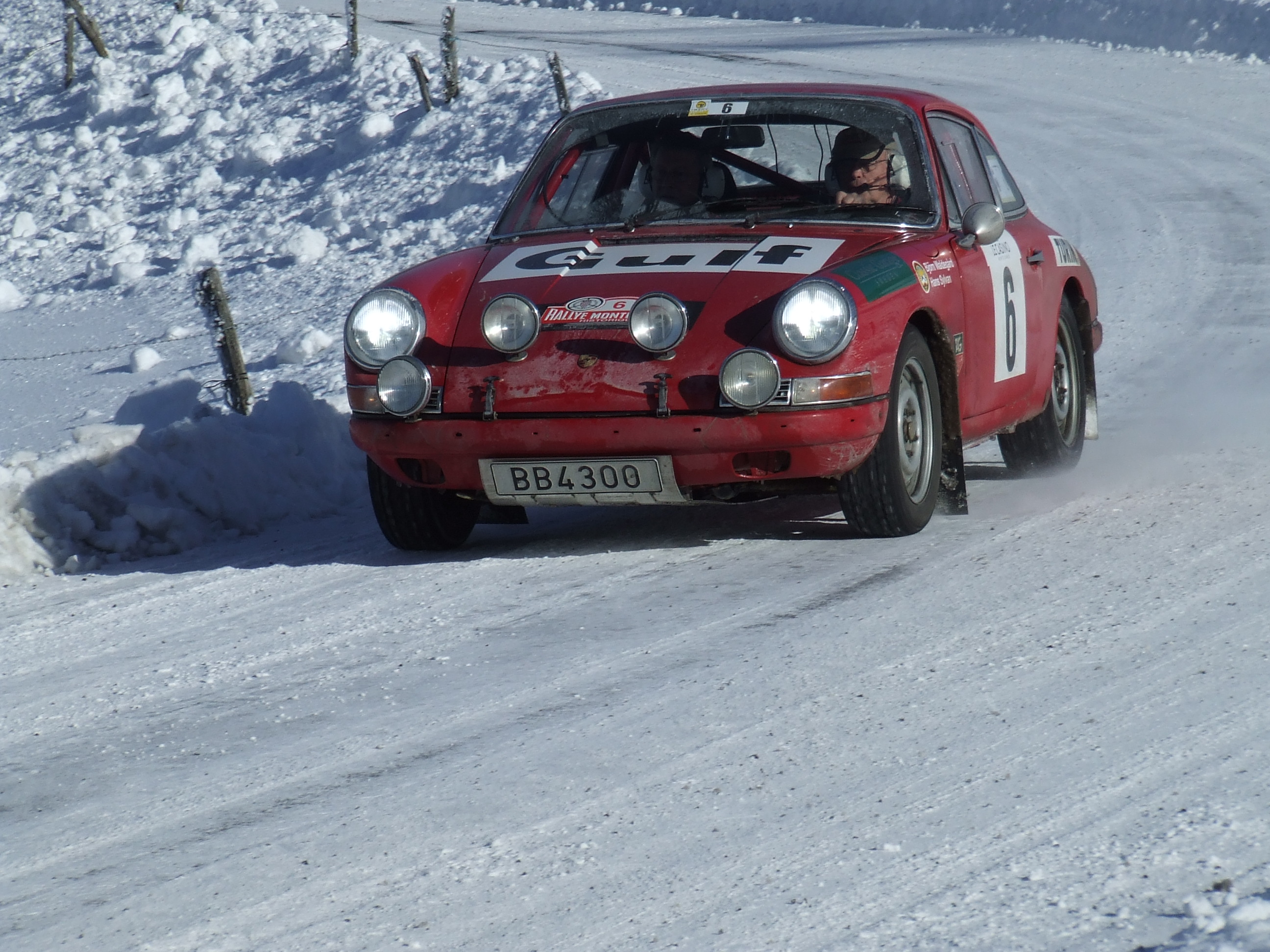
Björn Waldegård lors du Rallye Historique en 2010.

## Économie

### Revenus
En 2018, la commune compte 88 ménages fiscaux, regroupant 208 personnes. La médiane du revenu disponible par unité de consommation est de 19 950 € (20 800 € dans le département).

### Emploi
| Division       | 2008  | 2013  | 2018  |
| -------------- | ----- | ----- | ----- |
| Commune        | 9,3 % | 6,7 % | 11 %  |
| Département    | 6,3 % | 7,7 % | 7,7 % |
| France entière | 8,3 % | 10 %  | 10 %  |

En 2018, la population âgée de 15 à 64 ans s'élève à 146 personnes, parmi lesquelles on compte 78,7 % d'actifs (67,6 % ayant un emploi et 11 % de chômeurs) et 21,3 % d'inactifs,. Depuis 2008, le taux de chômage communal (au sens du recensement) des 15-64 ans est supérieur à celui de la France et du département.
La commune est hors attraction des villes,. Elle compte 137 emplois en 2018, contre 142 en 2013 et 108 en 2008. Le nombre d'actifs ayant un emploi résidant dans la commune est de 99, soit un indicateur de concentration d'emploi de 138,7 % et un taux d'activité parmi les 15 ans ou plus de 62,2 %.
Sur ces 99 actifs de 15 ans ou plus ayant un emploi, 60 travaillent dans la commune, soit 61 % des habitants. Pour se rendre au travail, 57,6 % des habitants utilisent un véhicule personnel ou de fonction à quatre roues, 30,5 % s'y rendent en deux-roues, à vélo ou à pied et 12 % n'ont pas besoin de transport (travail au domicile).

## Culture et patrimoine

### Lieux et monuments
- Forêts de sapins.

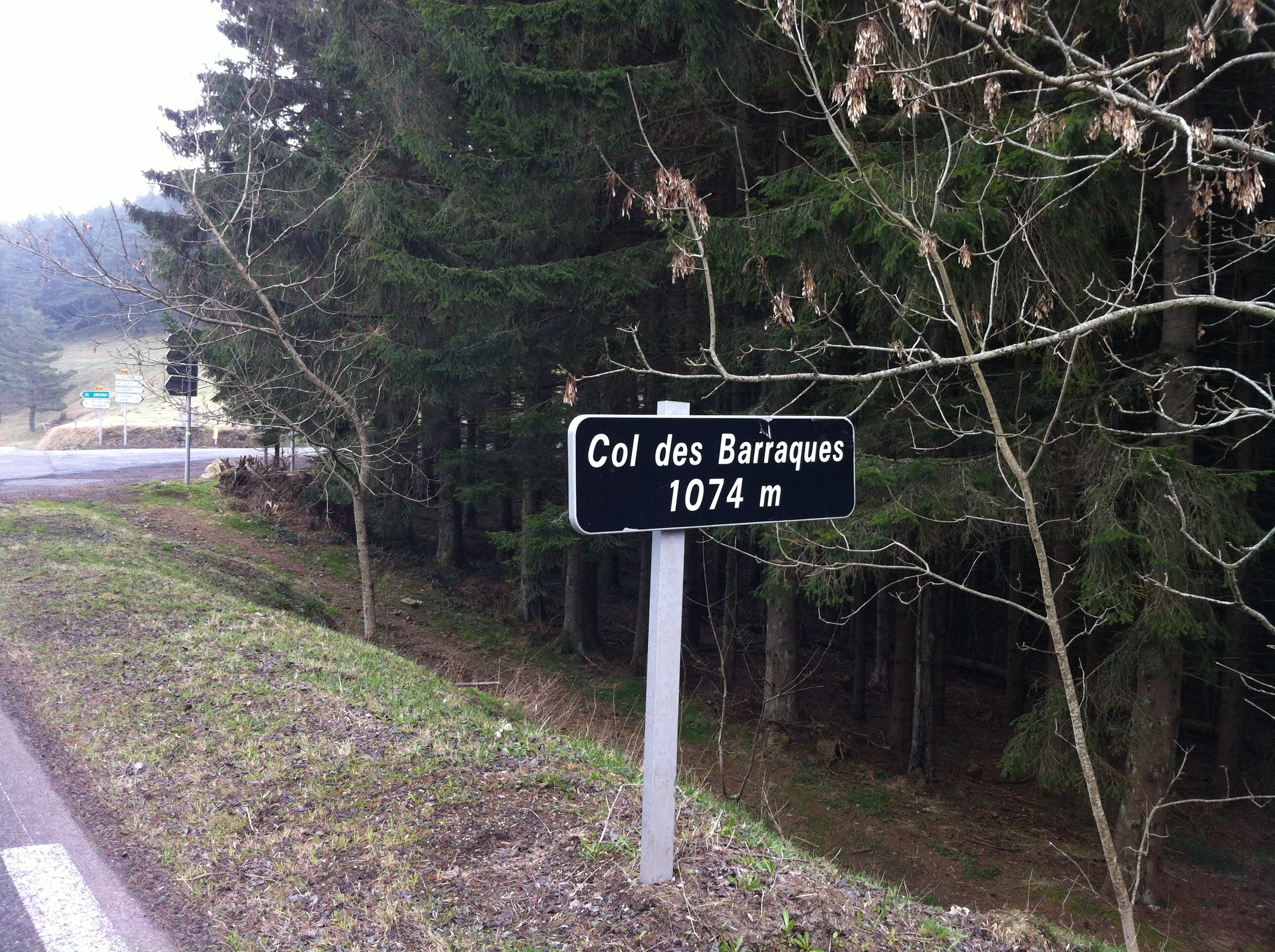
Indication du col des Barraques à Saint-Bonnet-le-Froid.

- Col des Baraques (1 072 m d'altitude). Le col est particulièrement intéressant pour l'étude et le suivi de la migration des oiseaux en automne.
- Église Saint-Bonnet

- Les Baraques de Saint-Bonnet-le-Froid :

Au Moyen Âge, les groupes de bergers en transhumance se réunissaient sous forme de « baraques » ou « cabanes ». Ces cabanes servaient d'habitats temporaires pendant l'estive. Le cabanier ou chef de la cabane était chargé de la fabrication du fromage. Les baraques de Saint-Bonnet de Beaudiner étaient des jasseries où les bergers s'installaient pendant la bonne saison pour faire paître les troupeaux, ce qui prouve le rôle important de la seigneurie de Beaudiner dans les estives, les transhumances et les pâturages à moutons et autres animaux. Une importante source de revenus pour le baron de Beaudiner[réf. nécessaire].
- Monument aux morts de 1914-1918

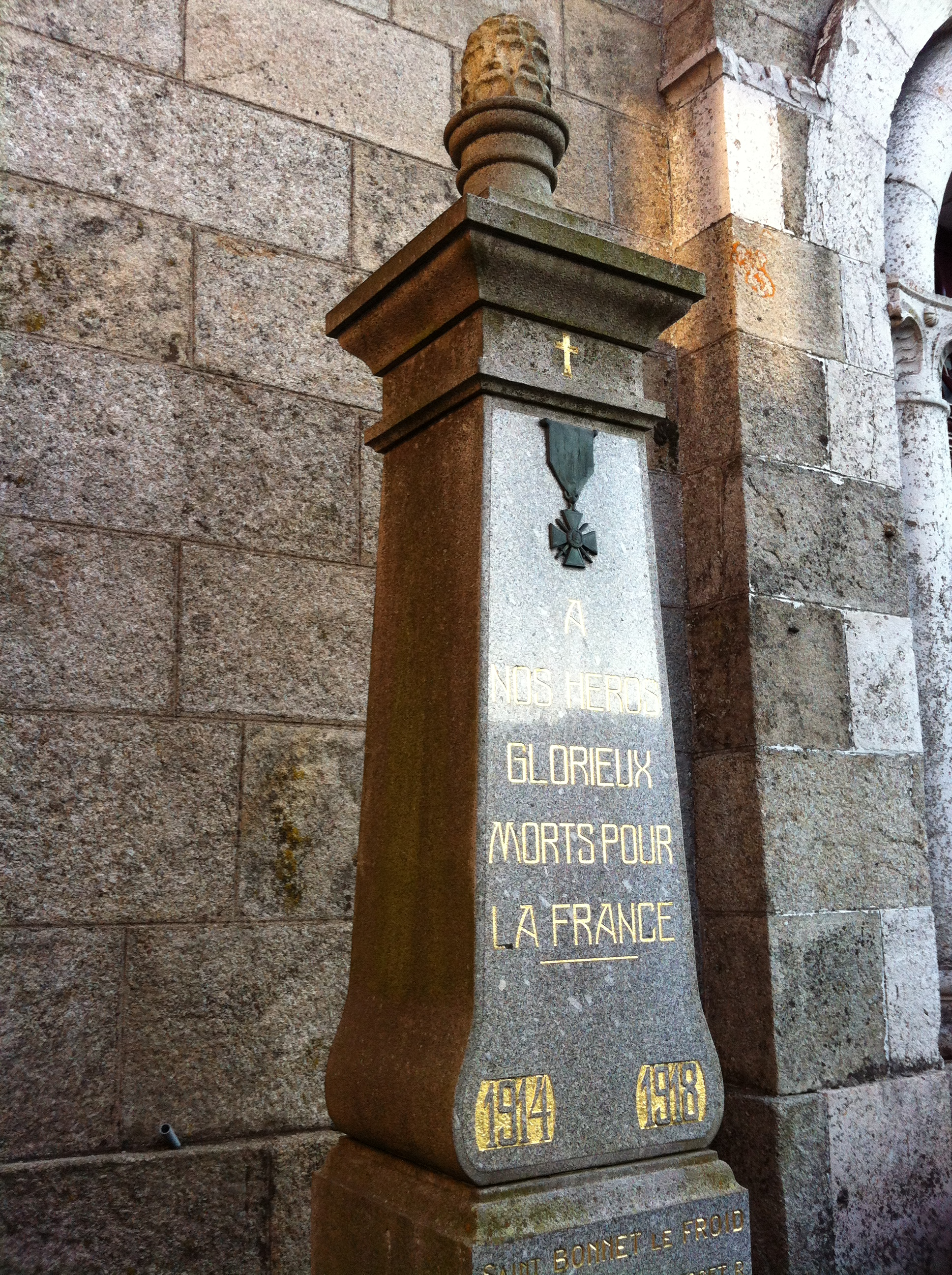
Saint-Bonnet-le-Froid, monument aux morts
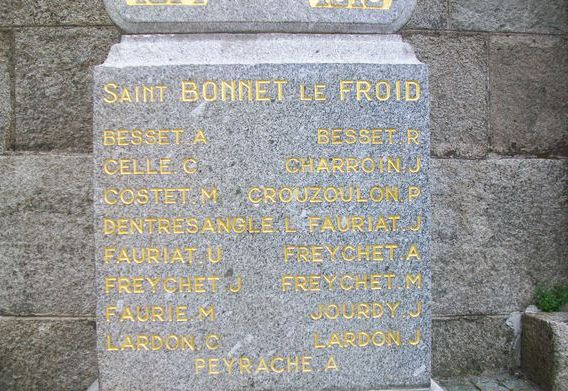
St-Bonnet-le-Froid, monument aux morts 1914-1918

### Personnalités liées à la commune

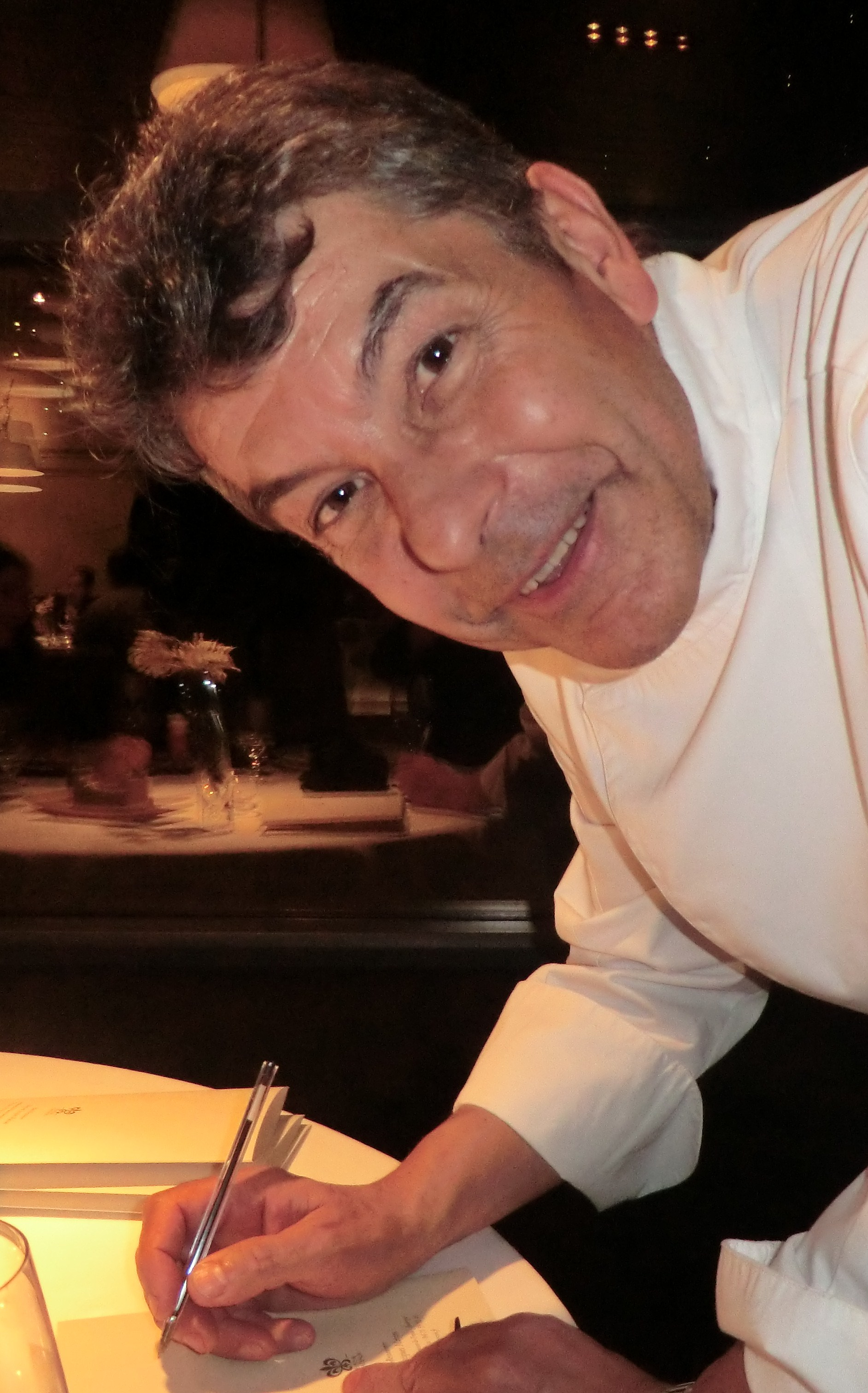
Régis Marcon en mars 2012.

#### Famille Marcon
Cette famille joue un rôle important dans la vie de la commune à partir des années 1970, notamment à travers la création d'un hôtel-restaurant de grande renommée (trois étoiles au Guide Michelin).
Le chef cuisinier Régis Marcon a remporté le Concours mondial de la cuisine (Bocuse d'or) en 1995. Sa spécialité est la cuisine à base de produits locaux, tels que les champignons ou la lentille verte du Puy. Recevant une première étoile du guide Michelin en 1990, il en obtient une deuxième en 1997 et une troisième en 2005 avec son fils Jacques, (officier de la légion d'honneur). Paul son dernier fils remportera lui aussi le Bocuse d'Or en 2025.  
Il est le frère de Jean-Pierre Marcon, maire de la commune de 1971 à 1989, puis maire de Dunières, député de la 1ère circonscription et président du conseil départemntal.(chevalier de la Légion d'honneur)
D' André Marcon, président de la CCI Le Puy en Velay Yssingeaux, président de la CRCI Auvergne, vice-président de l'ACFCI, président de CCI France, vice-président du Conseil Economique Social et Environnemental,  maire de la commune de 1989 à 2020. (officier de la Légion d'honneur, commandeur de l'ordre national du mérite